# السم (فلم)
السم هو فيلم رعب تم إنتاجه في الولايات المتحدة وصدر في سنة 1991. الفيلم من إخراج تود هينز وكتابة تود هينز. من بطولة جون ليجويزامو.

## الميزانية والإيرادات
بلغت تكلفة إنتاج الفيلم حوالي 250000 دولار بينما حقق أرباحا تقدر بـ 787280 دولار.

## وصلات خارجية
- مقالات تستعمل روابط فنية بلا صلة مع ويكي بيانات